# フラボバクテリウム綱
フラボバクテリウム綱（Flavobacteriia）とは、真正細菌における綱の一つである。フラボバクテリウム綱の細菌はグラム陰性の好気性桿菌であり、菌体サイズは2–5 µm × 0.3–0.5 μmで、滑走運動性を有し、黄色(クリーム色ーオレンジ色の間)のコロニーを寒天培地上に形成する。セルロースを除くいくつかの多糖類に対する分解性を有する。GC含量は32–37％である。土壌や淡水・海水に広く分布する。フラボバクテリウム綱細菌は、海洋におけるバイオフィルムの主要な構成微生物である。タイプ種フラボバクテリウム・アクアティレ（Flavobacterium aquatile）は、英ケント州の井戸から分離された。 
フラボバクテリウム綱は、常在菌かつ日和見感染原因菌である。フラボバクテリウム・サイクロフィラム（Flavobacterium psychrophilum）は、敗血症性疾患のrainbow trout fry syndromeおよび細菌性冷水病を引き起こす。 
フラボバクテリウム綱の英語名はFlavobacteriaと表記されることがあるが、2012年に正式にFlavobacteriiaと決定された。 